# Thornaby-on-Tees
Thornaby-on-Tees è una comune di 24.741 abitanti della contea del North Yorkshire, in Inghilterra.
La cittadina si trova sulla riva sud del fiume Tees ed è confinante con la città di Middlesbrough.